# Митін Враг
Митін Враг (рос. Митин Враг) — село в Сеченовському районі Нижньогородської області Російської Федерації.
Населення становить 46 осіб. Входить до складу муніципального утворення Кочетовська сільрада.

## Історія
Від 2009 року входить до складу муніципального утворення Кочетовська сільрада.

## Населення
| 2002 | 2010 |
| ---- | ---- |
| 71   | ↘46  |